# Haptocillium glocklingiae
Haptocillium glocklingiae är en svampart som beskrevs av Zare & W. Gams 2001. Haptocillium glocklingiae ingår i släktet Haptocillium och familjen Ophiocordycipitaceae.   Inga underarter finns listade i Catalogue of Life.